# 锡安圣堂

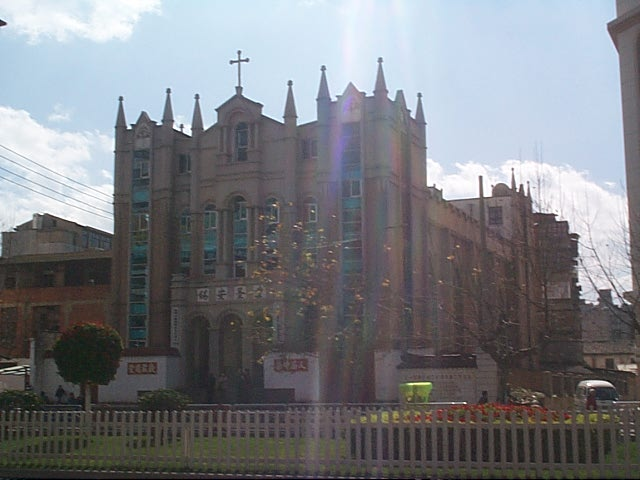
昆明锡安圣堂

锡安圣堂是云南省昆明市的一座基督教堂，位于市中心的金碧路61号，毗邻金马碧鸡坊，为昆明市基督教两会会址。
锡安圣堂原属英国循道公会，始建于1922年。堂内可容500人。现存教堂建筑为1993年重建，新哥特式风格。
1949年至1950年间，少年傅聪常在锡安圣堂和万钟街教堂举行音乐会。

## 照片集

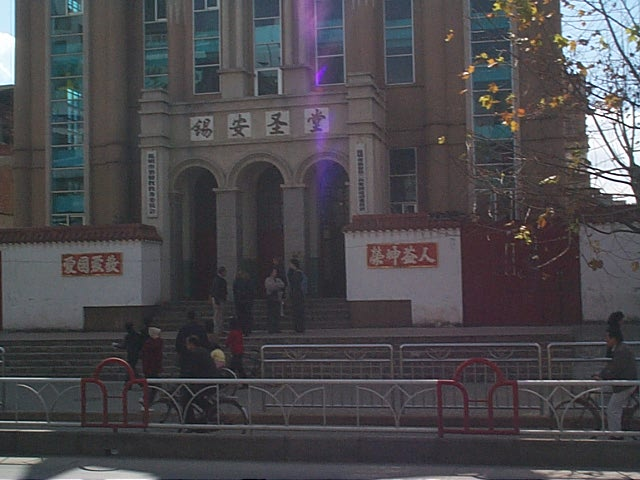
锡安圣堂入口
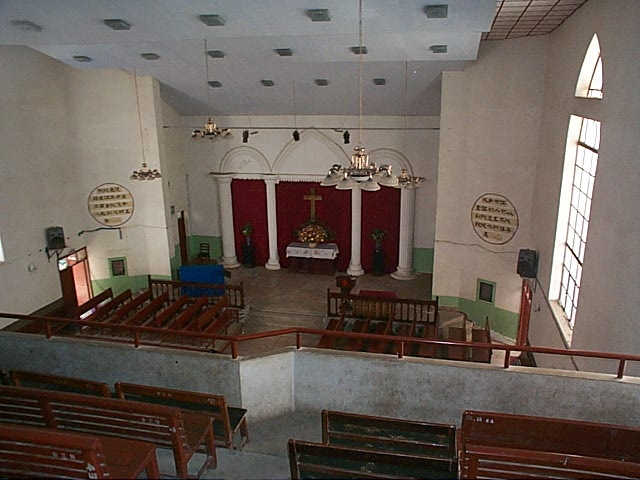
锡安圣堂内部